# Гремячево (Нижегородская область)
Гремя́чево — посёлок городского типа в Городском округе город Кулебаки Нижегородской области России.
Археологи доказали что здесь были стоянки древних людей. Первое упоминание связано с походом Ивана Грозного на Казань. Название связано с наличием большого количества ключей на берегах реки Тёши. Статус посёлка городского типа приобрёл в 1976 году.

## Население
| 1979  | 1989  | 2002  | 2008  | 2009  | 2010  | 2011  | 2012  | 2013  |
| ----- | ----- | ----- | ----- | ----- | ----- | ----- | ----- | ----- |
| 3660  | ↗5335 | ↘5303 | ↘5272 | ↗5293 | ↘5262 | ↗5265 | ↘5252 | ↘5227 |
| 2014  | 2015  | 2016  | 2017  | 2018  | 2019  | 2020  | 2021  |       |
| ↘5223 | ↘5174 | ↘5145 | ↘5140 | ↘5131 | ↘5103 | ↘5017 | ↘4459 |       |

## Экономика
Основу экономики посёлка во времена СССР составлял горнообогатительный комбинат, производящий дорожные и строительные материалы на базе местного месторождения доломитов. После распада СССР комбинат некоторое время работал, но в 2000 году официально закрылся. Имеются  предприятия лесной промышленности.

## Культура
В посёлке имеются два памятника архитектуры: Церковь Казанской иконы Божией Матери, датированная концом XVIII века и «поправленная», согласно некоторым сведениям, в 1836 году, и церковь в честь святителя Николая, архиепископа Мирликийского,построенная в 1853 году. В зимнем храме имеются 3 престола: 
1. В честь святителя Николая, архиепископа Мирликийского (главный, центральный престол)
2. В честь апостола и евангелиста Иоанна Богослова (левый престол)
3. В честь архангела Михаила и прочих небесных сил (правый престол)

Сведения о гремячевских храмах можно почерпнуть в известном труде архимандрита Макария (Миролюбова): "Село Гремячево, церковь деревянная, в честь иконы Казанской Божией Матери, построена неизвестно когда, поправлена в 1836 году, однопрестольная. Вторая церковь каменная, во имя святителя и чудотворца Николая Мирликийского, построена в 1853 году, трёхпрестольная" .